# 8202 Ґулі
8202 Ґулі (8202 Gooley) — астероїд головного поясу, відкритий 11 лютого 1994 року.
Тіссеранів параметр щодо Юпітера — 3,275.